# مسجد ومرقد حبيب العجمي
مسجد حبيب العجمي من مساجد العراق الأثرية القديمة، وبني وشيد في القرن التاسع الهجري، في محلة الشيخ بشار على ضفاف نهر دجلة في جانب الكرخ من بغداد، وفيهِ قبر الزاهد حبيب العجمي ويحتوي المسجد على مصلى واسع ورواق وبعض الغرف، وتقام فيهِ حالياً الصلوات الخمس، ولقد أجريت عليهِ أعمال الصيانة والترميم عام 1393هـ/ 1973م، وآخر مرة تمت صيانته وتعميره في عام 1434هـ/ 2012م، من قبل ديوان الوقف السني في العراق.
وحبيب بن محمد العجمي البصري هو رجل زاهد من أهل البصرة ويكنى أبو محمد ولوالدهِ أصول من بلاد فارس ولهذا سمي بالعجمي.

## أعلام
- حبيب العجمي